# Tåspetsgångare

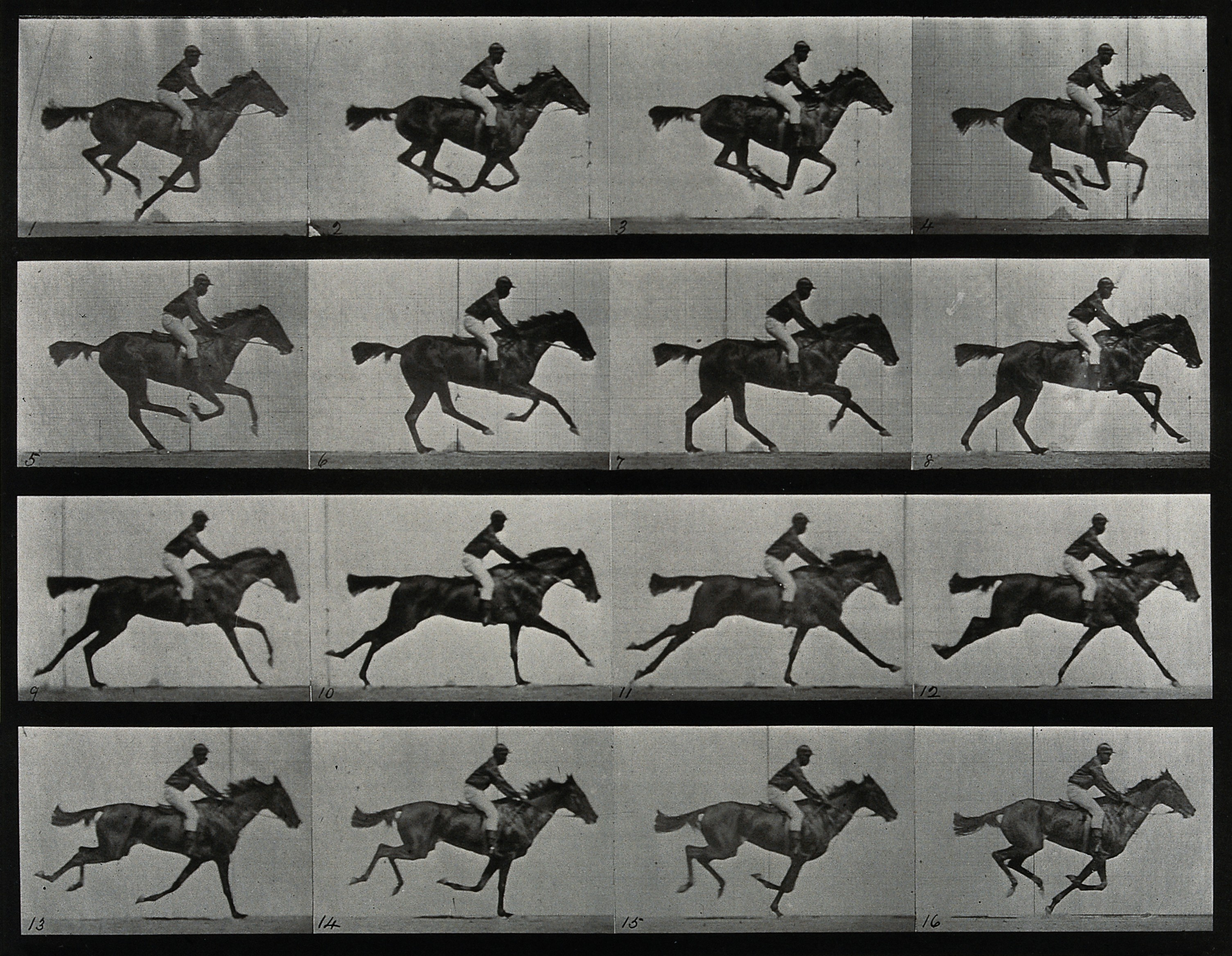
Rörelsemönstret hos en galopperande häst.

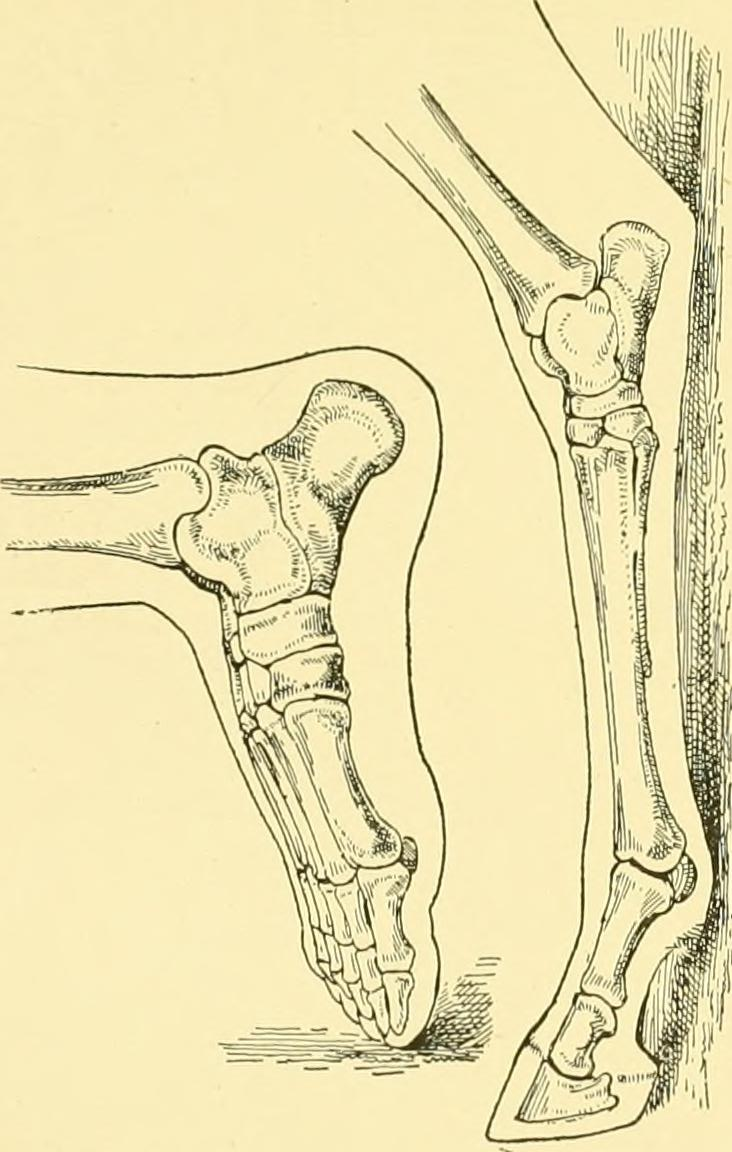
Jämförelse mellan än människofot och en tågångares (häst).

Tåspetsgångare är de djur som har utvecklat ett rörelsemönster som innebär att de vid förflyttning endast sätter ned tåspetsen i marken. Denna typ av anpassning av extremiteterna har fördelen att det ofta gör djuret till en snabb löpare, vilket är en fördel när det måste fly från rovdjur. Till de mest utpräglade tåspetsgångarna räknas bland annat hästdjuren.